# Jess Bush
Jessica Bush, detta Jess (Brisbane, 26 marzo 1991), è un'attrice ed ex modella australiana, nota per il ruolo di Christine Chapel nella serie televisiva Star Trek: Strange New Worlds.

## Biografia

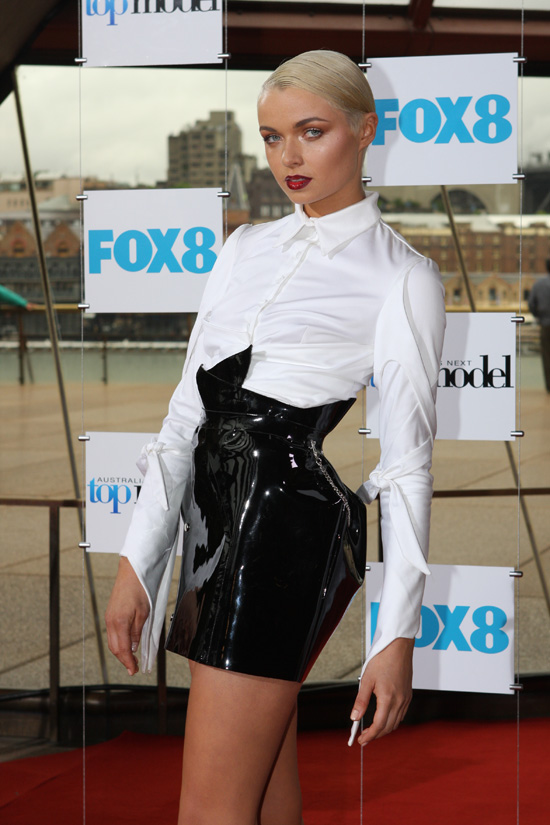
Jess Bush nel 2011

Nata a Brisbane, nel Queensland, in Australia, il 26 marzo 1991, ha una sorella, Kyle Bush. Fin da piccola si dimostra interessata alla pittura, per cui prende lezioni per impararne i diversi stili. All'età di 19 anni, terminati gli studi, le viene consigliato di intraprendere la carriera di modella, consiglio che prende sul serio partecipando, nel 2011, alla settima stagione del talent show Australia's Next Top Model. Dopo la fine di Australia's Next Top Model, cerca di trovare lavoro come modella presso alcune agenzie di moda, ma ciò le causa alcuni problemi psicologici e disordini alimentari per la pressione cui viene sottoposta da parte di tali agenzie per dimagrire. All'epoca era arrivata a pesare 60Kg, cosa che considerava ridicola, affermando che l'industria della moda "distorce l'autostima" finendo per risultare "molto dannosa".
Abbandonato il mondo della moda, Jess Bush intraprende la carriera di attrice e prende lezioni di recitazione, iscrivendosi al NIDA e tenendo anche un corso in TV don Boyd Duff. Nel 2015 firma un contratto con una società australiana che gestisce nuovi talenti, la CBM Management, e con un'agenzia statunitense, la Principal Entertainment LA. Grazie al lavoro del suoi agenti si sottopone numerose audizioni, ma riceve anche molti rifiuti, ottenendo nel 2016 un contratto per interpretare il personaggio di Jess Kearney nella soap opera Home and Away, dove appare in soli due episodi, ma che le servono da trampolino di lancio per la sua carriera. Nello stesso anno compare in un'altra serie televisiva, Secret Daughter, dove interpreta un ruolo minore.
Dopo aver recitato in altre produzioni, quali film cinematografico Skinford: Chapter Two, con cui debutta sul grande schermo nel 2018, e la miniserie televisiva Les Norton nel 2019, ottiene finalmente un ruolo significativo nella serie Playing for Keeps, in cui interpreta Kendall Pereira. Nel 2020 interpreta Bella Ray, nel primo episodio della miniserie televisiva Halifax: Retribution.
Nel maggio 2022 entra a far parte del cast regolare di Star Trek: Strange New Worlds, ottava serie live-action del franchise di fantascienza Star Trek, in cui interpreta il ruolo dell'infermiera Christine Chapel, già impersonata da Majel Barrett nella serie classica. Per la parte la Bush ha dichiarato di essersi preparata a lungo, leggendo tutto quello che è riuscita a trovare su Majel Barrett e sull'Infermiera Chapel e guardando quanti più episodi dela serie classica possibile. La Bush ha detto, inoltre, che è stato molto emozionante entrare nei panni di un personaggio il cui impatto culturale è stato così forte. Nella serie originale il personaggio era per lo più sviluppato attorno alla sua attrazione per Spock, per il quale si struggeva tutto il tempo, mentre in questa serie è molto diversa e ciò che si vuole evidenziare è il suo entusiasmo e la sua voglia di vivere. In merito a un tema affrontato nel terzo episodio della serie, riguardante le modifiche genetiche, la Bush ha affermato che la Chapel "crede che le regole siano linee guida importanti, ma che le persone vengano prima".
Jess Bush è inoltre artista visiva, disegnando gioielli e dipingendo, realizzando murales e installazioni. Il suo lavoro è stato esposto in numerose gallerie in Australia e negli Stati Uniti.

## Vita privata
Durante le riprese di Star Trek: Strange New World, l'attrice è divenuta molto amica di Ethan Peck. L'attrice vive a Sydney, in Australia.

## Agenzie
- Shelter Public Relations
- CBM Managements
- The Hub Productions, Australia

## Filmografia

### Cinema
- Skinford: Chapter Two, regia di Nik Kacevski (2018)

### Televisione
- Home and Away - serie TV, episodi 6640-6615 (2017)
- The Secret Daughter - serie TV, episodio 2x02 (2017)
- Les Norton, regia di Jocelyn Moorhouse, David Caesar, Fadia Abboud, Morgan O'Neill - miniserie TV, episodio 1x07 (2019)
- Playing for Keeps - serie TV, 4 episodi (2019)
- Halifax: Retribution, regia di Mark Joffe, Fiona Banks, Peter Salmon, Daniel Nettheim - miniserie TV, episodio 1x01 (2020)
- Star Trek: Strange New Worlds - serie TV, 30 episodi (2022-2025)

## Programmi televisivi
- Australia's Next Top Model - talent show, 8 episodi (FOX8, 2011)
- The Ready Room - talk-show (2023)